# Aegithina tiphia
La iora común (Aegithina tiphia) es una especie de ave paseriforme de la familia Aegithinidae que vive en el subcontinente indio y el sudeste asiático. Existen diversas poblaciones con variaciones en su plumaje, algunas de las cuales han sido designadas como subespecies. Esta especie que se encuentra en matorrales y bosques se detecta fácilmente debido a sus fuertes silbidos y su coloración llamativa. Durante la época de reproducción los machos se exhiben esponjando sus plumas y dando vueltas en espiral en el aire.

## Descripción

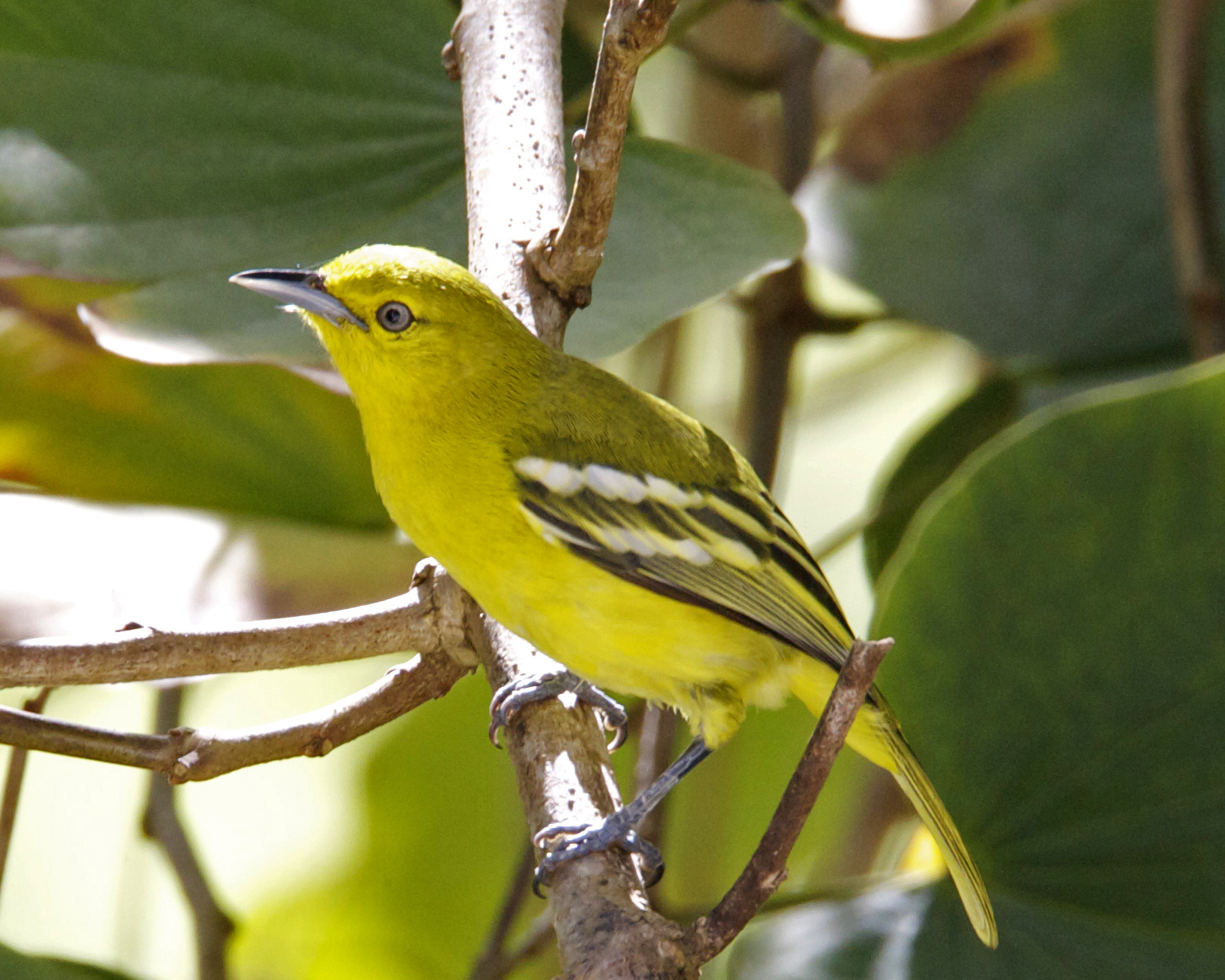
Hembra.

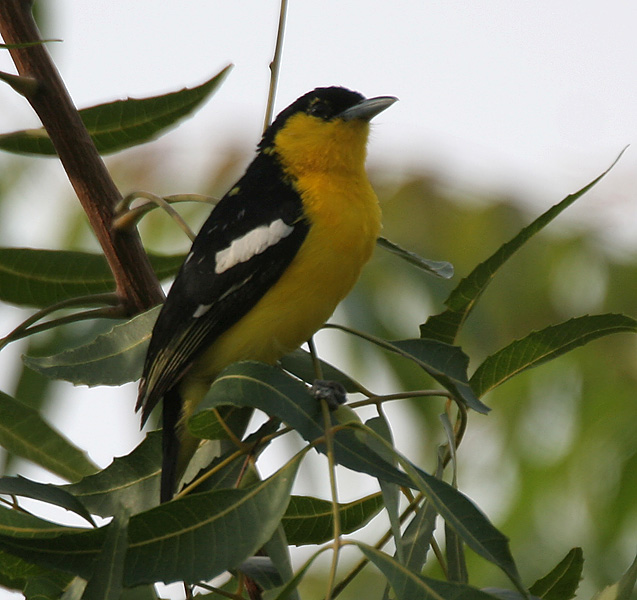
Macho de A. t. multicolor con plumaje reproductivo

La iora común tienen un pico puntiagudo y dentado con un culmen recto. Mide alrededor de 15 cm de largo. La iora común muestra dimorfismo sexual. Los machos en su época de apareamiento presentan las partes superiores negras, incluida la parte superior de su cabeza y a excepción del obispillo que es blanco o verde oliváceo según las subespecies. Pero fuera de la época reproductiva mantienen negras solo las plumas de las alas, con bordes blanquecinos y amarillentos. Las hembras tienen la espalda y la cola de color verde oliva, y las plumas de las alas negruzcas o verdosas, con bordes claros. Las partes inferiores de ambos son de color amarillo, y presentan dos barras blancas en las alas, siendo las del macho particularmente prominentes en su plumaje reproductivo. Los machos en plumaje reproductivo tienen una distribución muy variable del negro en las partes superiores y pueden ser confundidos con los de la iora coliblanca, sin embargo, esta última siempre tiene bordes blancos en las plumas de la cola. Los machos de la subespecie nominal, que se encuentra a lo largo de la cordillera del Himalaya, son similares a las hembras o tienen sólo una pequeña cantidad de negro en el píleo. En el noroeste de la India, la subespecie septentrionalis es de un color amarillo más intenso que las demás, y en las llanuras del norte de la India los machos de la subespecie humei tienen el plumaje de reproducción tiene un capirote negro y verde oliva en la parte superior del manto. En el suroeste de la India y Sri Lanka los machos reproductivos de la subespecie multicolor tienen negro azabache tanto la mitad superior de la cabeza como el manto. Las formas en el resto del sur de la India son intermedios entre multicolor y humei con más color verde grisáco en el obispillo (anteriormente considerado deignani pero ahora se utiliza para la población birmana).

## Taxonomía
Se reconocen once subespecies de iora común:
| - Aegithina tiphia aequanimis; - Aegithina tiphia cambodiana; - Aegithina tiphia deignani; - Aegithina tiphia horizoptera; - Aegithina tiphia humei; - Aegithina tiphia multicolor; | - Aegithina tiphia philipi; - Aegithina tiphia scapularis; - Aegithina tiphia septentrionalis; - Aegithina tiphia tiphia; - Aegithina tiphia viridis. |

## Distribución
Se extiende por la mayor parte del subcontinente indio, únicamente está ausente de las regiones noroccidentales, y el sudeste asiático incluidas las islas de Sumatra, Borneo, Java, Bangka, Bali y las de la provincia filipina de Palawan, además de Sri Lanka.

## Comportamiento y ecología

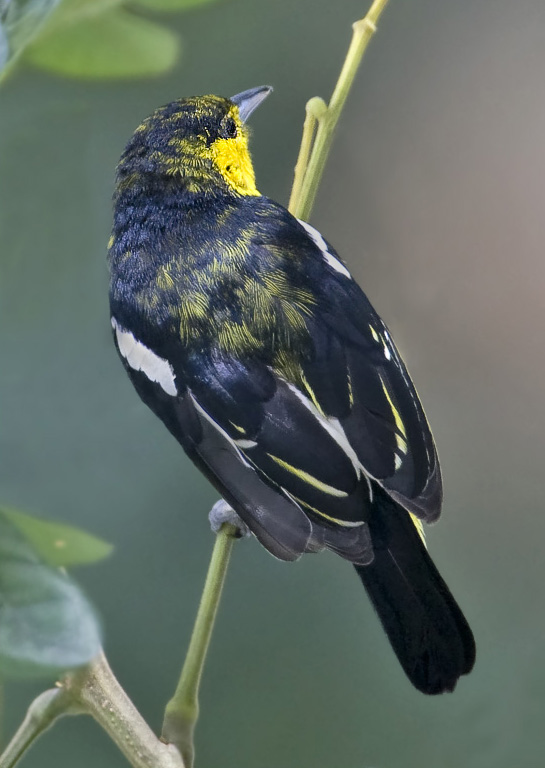
Ejemplar adulto en Singapur.

Las ioras buscan alimento en pequeños grupos en los árboles, picoteando insectos entre las ramas. A veces se unen a bandadas mixtas de alimentación. La llamada es una mezcla de traqueteos y silbidos. A veces pueden imitar las llamadas de otras aves como la de los drongos.
Durante la época de reproducción, principalmente después de los monzones, el macho realiza un cortejo acrobático, lanzándose por los aires y esponjando todas sus plumas, especialmente las del obispillo de color verde pálido, y luego en gira en espiral hasta volver al posadero original. Una vez que aterriza, extiende su cola e inclina sus alas. Suelen poner de dos a cuatro huevos blancos verdosos en un nido pequeño y compacto en forma de cuenco, hecho de hierba y unido con telarañas, que coloca en la copa de un árbol. Tanto machos como hembras incuban, y los huevos eclosionan después de unos 14 días. Entre los depredadores de los nidos se incluyen las serpientes, lagartos, cucales y los cuervos comunes. Los nidos pueden ser también susceptibles al parasitismo de puesta por parte de los cucos de Sonnerat (Cacomantis sonneratii).
Los ioras mudan dos veces al año y la variación del plumaje los hace un poco complicado para la separación de la población basada en el plumaje.
Se describió una especie de Haemoproteus, el H. aethiginae, a partir de ejemplares encontrados en una iora común de Goa.